# Metathyreotus
Genre
Metathyreotus est un genre d'opilions laniatores de la famille des Epedanidae.

## Distribution
Les espèces de ce genre sont endémiques d'Arunachal Pradesh en Inde. Elles se rencontrent dans le district du Siang oriental vers Rotung.

## Liste des espèces
Selon World Catalogue of Opiliones (28/06/2021) :
- Metathyreotus aborensis Roewer, 1913
- Metathyreotus kempi Roewer, 1913

## Publication originale
- Roewer, 1913 : « Zoological Results of the Abor Expedition 1911-12. Arachnida II: Opiliones. » Records of the Indian Museum, vol. 8, p. 203–207 (texte intégral).